# Primera División de Venezuela 2008-09
La Temporada 2008-09 de la Primera División de Venezuela  (oficialmente, por motivos de patrocinio, Copa CANTV) inició el 10 de agosto de 2008 y finalizó el 31 de mayo de 2009 con la participación de 18 equipos.
El ganador de cada uno de los torneos (Apertura 2008 y Clausura 2009) obtuvo un cupo directo a la Copa Libertadores 2010. Además de estos dos cupos, el siguiente equipo posicionado en la Tabla Acumulada de toda la temporada 2008-09 obtuvo un cupo a la ronda previa de la Copa Libertadores de América 2010 mientras que el equipo que le siga a este obtiene uno de los dos cupos de Venezuela a la Copa Sudamericana 2009.

## Equipos participantes
Los equipos participantes en la Temporada 2008-09 de la Primera División del Fútbol Venezolano son los siguientes:
| - Mineros de Guayana - AC Minervén Bolivar - Aragua FC - Atlético El Vigía FC - Carabobo FC - Caracas FC - Deportivo Anzoátegui SC - Deportivo Italia - Deportivo Táchira FC |  | - Estrella Roja FC - Estudiantes de Mérida FC - Guaros FC - Llaneros de Guanare FC - Monagas SC - Portuguesa FC - UA Maracaibo - Zamora FC - Zulia FC |

## Datos de los Clubes
| Equipo                   | Ciudad         | Estadio                               | Director Técnico         | Marca Deportiva | Patrocinador                                          |
| ------------------------ | -------------- | ------------------------------------- | ------------------------ | --------------- | ----------------------------------------------------- |
| Mineros de Guayana       | Puerto Ordaz   | Polideportivo Cachamay                | José Hernández           | Mitre           | Gobierno del Estado Bolívar                           |
| AC Minervén Bolivar      | Ciudad Guayana | Polideportivo Cachamay                | Raúl Cavalieri           | Mitre           | EDELCA, Plus-Car.                                     |
| Aragua FC                | Maracay        | Estadio Olímpico Hermanos Ghersi Páez | Manuel Contreras         | Skyros (marca)  | Nestlé                                                |
| Atlético Vigía FC        | El Vigía       | Estadio Ramón "Gato" Hernández        | Juan Eugenio Jiménez     | Walon Sport     | ??                                                    |
| Caracas FC               | Caracas        | Estadio Olímpico de la UCV            | Noel Sanvicente          | Runic           | DirecTV, Diablitos Underwood, Maltín Polar, Pepsi     |
| Carabobo FC              | Valencia       | Polideportivo Misael Delgado          | José Luis Dolgetta       | ??              | Fundadeporte                                          |
| Deportivo Anzoátegui SC  | Puerto La Cruz | Estadio José Antonio Anzoátegui       | Daniel Farías            | Mitre           | Gobierno Revolucionario de Anzoategui                 |
| Deportivo Italia         | Caracas        | Estadio Olímpico de la UCV            | Eduardo Saragó           | RS21            | DirecTV, Brahma, Savoy y Herbalife                    |
| Deportivo Táchira FC     | San Cristóbal  | Polideportivo de Pueblo Nuevo         | Carlos Maldonado Piñeiro | Wilson          | Kino Táchira, Diablitos Underwood, Pepsi, Movilnet.   |
| Estrella Roja FC         | Caracas        | Estadio Brígido Iriarte               | Carlos María Ravel       | ??              | ??                                                    |
| Estudiantes de Mérida FC | Mérida         | Estadio Metropolitano de Mérida       | José de Jesús Vera       | FSS (marca)     | Pepsi                                                 |
| Guaros FC                | Barquisimeto   | Estadio Farid Richa                   | Carlos Hernández         | ??              | No tiene                                              |
| Llaneros de Guanare FC   | Guanare        | Estadio Rafael Calles Pinto           | Frank Pedrahita          | ??              | ??                                                    |
| Monagas Sport Club       | Maturín        | Estadio Monumental de Maturín         | Manuel Plasencia         | Wilson          | ??                                                    |
| Portuguesa FC            | Acarigua       | Estadio José Antonio Páez             | Eduardo Contreras        | ??              | ??                                                    |
| Unión Atlético Maracaibo | Maracaibo      | Estadio José Encarnación Romero       | Álvaro Valencia          | adidas          | Pepsi                                                 |
| Zamora FC                | Barinas        | Estadio La Carolina                   | Darío Martínez           | Uhlsport        | PDVSA, SENIAT, Pepsi, Movilnet, Maltín Polar, Bandes. |
| Zulia FC                 | Maracaibo      | Estadio José Encarnación Romero       | Alberto "Nino" Valencia  | Kasaka Sports   | Gobernación del estado Zulia                          |

## Torneo Apertura
El Torneo Apertura 2008 fue el primer torneo de la Temporada 2008/09 en la Primera División de Venezuela. El Deportivo Italia se coronó campeón del mismo clasificándose directamente a la fase de grupos de la Copa Libertadores 2010 y obteniendo el primero de dos cupos para la final de la Temporada 2008/09 en caso de no coronarse campeón del Torneo Clausura 2009.

### Clasificación
|    | Equipo                   | PTS | JJ | JG | JE | JP | GF | GC | DG  |
| -- | ------------------------ | --- | -- | -- | -- | -- | -- | -- | --- |
| 1  | Deportivo Italia         | 36  | 17 | 10 | 6  | 1  | 22 | 11 | 11  |
| 2  | Monagas SC               | 31  | 17 | 9  | 4  | 4  | 23 | 16 | 7   |
| 3  | Caracas FC               | 30  | 17 | 9  | 3  | 5  | 29 | 20 | 9   |
| 4  | Zulia FC                 | 30  | 17 | 9  | 3  | 5  | 27 | 21 | 6   |
| 5  | Deportivo Anzoátegui SC  | 29  | 17 | 8  | 5  | 4  | 23 | 15 | 8   |
| 6  | Deportivo Táchira FC     | 28  | 17 | 7  | 7  | 3  | 35 | 18 | 17  |
| 7  | Zamora FC                | 27  | 17 | 8  | 3  | 6  | 22 | 17 | 5   |
| 8  | Llaneros de Guanare FC   | 25  | 17 | 7  | 4  | 6  | 15 | 18 | -3  |
| 9  | Aragua FC                | 24  | 17 | 7  | 3  | 7  | 22 | 21 | 1   |
| 10 | AC Minervén Bolivar      | 23  | 17 | 7  | 2  | 8  | 24 | 24 | 0   |
| 11 | Atlético El Vigía FC     | 22  | 17 | 5  | 7  | 5  | 21 | 21 | 0   |
| 12 | Mineros de Guayana       | 21  | 17 | 6  | 3  | 8  | 18 | 24 | -6  |
| 13 | UA Maracaibo             | 20  | 17 | 6  | 2  | 9  | 22 | 25 | -3  |
| 14 | Carabobo FC              | 20  | 17 | 5  | 5  | 7  | 19 | 24 | -5  |
| 15 | Estudiantes de Mérida FC | 19  | 17 | 6  | 1  | 10 | 22 | 28 | -6  |
| 16 | Estrella Roja FC         | 15  | 17 | 3  | 6  | 8  | 15 | 23 | -8  |
| 17 | Portuguesa FC            | 12  | 17 | 3  | 3  | 11 | 15 | 36 | -21 |
| 18 | Guaros FC                | 10  | 17 | 1  | 7  | 9  | 13 | 25 | -12 |

Leyenda: PTS (Puntos), JJ (Juegos jugados), JG (Juegos Ganados), JE (Juegos Empatados), JG (Juegos Perdidos), GF (Goles a Favor), GC (Goles en Contra), DG (Diferencia de Goles).

### Datos del Apertura
CAMPEÓN  Deportivo Italia
- Equipo Menos Goleado: Deportivo Italia En 17 juegos recibieron 11 goles
- Equipo Más Goleado: Portuguesa en 17 juegos recibió 36 goles
- Equipo Mas Ofensivo: Deportivo Táchira en 17 juegos anotaron 35 goles
- Equipo Menos Ofensivo: Guaros FC en 17 juegos anotaron 13 goles
- Mejor Delantero: Armando Maita en 17 juegos anotó 12 goles
- Mejor Arquero: Alan Liebeskind en 17 juegos recibió 11 goles
- Equipo Más Ganador: Deportivo Italia 17 juegos - 10 ganados
- Equipo Peor Ganador: Guaros FC 17 juegos - 1 ganado
- Equipo Más Perdedor: Portuguesa 17 juegos - 11 perdidos
- Equipo Menos Perdedor: Deportivo Italia 17 juegos - 1 Perdido

### Top 5 goleadores del Apertura
| Jugador | Jugador              | Jugador           | Goles | Equipo             |
| ------- | -------------------- | ----------------- | ----- | ------------------ |
| 1       | Bandera de Venezuela | Armando Maita     | 12    | Monagas Sport Club |
| 2       | Bandera de Venezuela | Daniel Arismendi  | 11    | UA Maracaibo       |
|         | Bandera de Colombia  | Leandro Vargas    | 11    | Minerven           |
| 4       | Bandera de Venezuela | Heatklif Castillo | 10    | Aragua             |
| 5       | Bandera de Venezuela | Richard Blanco    | 8     | Estrella Roja      |

## Torneo Clausura
El Torneo Clausura 2009 es el segundo torneo de la temporada 2008-09 en la Primera División de Venezuela. El Caracas FC se coronó campeón del mismo clasificándose directamente a la fase de grupos de la Copa Libertadores 2010 y obteniendo el segundo de dos cupos para la final de la Temporada 2008-09.

### Clasificación
|    | Equipo                   | PTS | JJ | JG | JE | JP | GF | GC | DG  |
| -- | ------------------------ | --- | -- | -- | -- | -- | -- | -- | --- |
| 1  | Caracas FC               | 37  | 17 | 11 | 4  | 2  | 32 | 15 | 17  |
| 2  | Deportivo Táchira FC     | 36  | 17 | 10 | 6  | 1  | 29 | 15 | 14  |
| 3  | Estudiantes de Mérida FC | 33  | 17 | 10 | 3  | 4  | 27 | 19 | 8   |
| 4  | Zamora FC                | 31  | 17 | 8  | 7  | 2  | 29 | 19 | 10  |
| 5  | Guaros FC                | 30  | 17 | 9  | 3  | 5  | 19 | 18 | 1   |
| 6  | Llaneros de Guanare FC   | 27  | 17 | 7  | 6  | 4  | 22 | 17 | 5   |
| 7  | Mineros de Guayana       | 24  | 17 | 7  | 3  | 7  | 18 | 19 | -1  |
| 8  | Zulia FC                 | 23  | 17 | 6  | 5  | 6  | 24 | 21 | 3   |
| 9  | Deportivo Italia         | 20  | 17 | 4  | 8  | 5  | 22 | 19 | 3   |
| 10 | Portuguesa FC            | 20  | 17 | 5  | 5  | 7  | 18 | 21 | -3  |
| 11 | Monagas SC               | 19  | 17 | 4  | 7  | 6  | 19 | 21 | -2  |
| 12 | Deportivo Anzoátegui SC  | 18  | 17 | 4  | 6  | 7  | 21 | 20 | 1   |
| 13 | AC Minervén Bolivar      | 18  | 17 | 4  | 6  | 7  | 17 | 27 | -10 |
| 14 | Estrella Roja FC         | 17  | 17 | 4  | 5  | 8  | 17 | 26 | -9  |
| 15 | Atlético El Vigía FC     | 15  | 17 | 3  | 6  | 8  | 18 | 25 | -7  |
| 16 | UA Maracaibo             | 15  | 17 | 4  | 3  | 10 | 17 | 26 | -9  |
| 17 | Aragua FC                | 14  | 17 | 2  | 8  | 7  | 15 | 22 | -7  |
| 18 | Carabobo FC              | 14  | 17 | 3  | 5  | 9  | 17 | 31 | -14 |

Leyenda: PTS (Puntos), JJ (Juegos jugados), JG (Juegos Ganados), JE (Juegos Empatados), JG (Juegos Perdidos), GF (Goles a Favor), GC (Goles en Contra), DG (Diferencia de Goles).

### Top 5 goleadores Del Clausura
| Jugador | Jugador              | Jugador           | Goles | Equipo      |
| ------- | -------------------- | ----------------- | ----- | ----------- |
| 1       | Bandera de Venezuela | Juan García       | 14    | Zamora FC   |
| 2       | Bandera de Colombia  | Freddys Arrieta   | 7     | Zulia FC    |
|         | Bandera de Colombia  | Amir Buelvas      | 7     | Zulia FC    |
|         | Bandera de Venezuela | Charlys Ortiz     | 7     | AC Minervén |
|         | Bandera de Venezuela | Heatklif Castillo | 7     | Aragua FC   |

## Final
| 23 de mayo de 2009 | Caracas FC          | 1 - 1 (0-0) | Deportivo Italia      | Estadio Olímpico de Caracas, Caracas                    |                                                         |
|                    | Emilio Rentería 56' |             | Cristian Cásseres 51' | Asistencia: 8.200 espectadores Árbitro(s): Mayker Gómez | Asistencia: 8.200 espectadores Árbitro(s): Mayker Gómez |

| 31 de mayo de 2009                                                      | Deportivo Italia | 0 - 5 (0-3) | Caracas FC                                                                                         | Estadio Olímpico de Caracas, Caracas                  |                                                       |
|                                                                         |                  |             | Franklin Lucena 8' Rafael Castellín 11' Alejandro Guerra 26' Zamir Valoyes 62' José Manuel Rey 77' | Asistencia: 12.500 espectadores Árbitro(s): Juan Soto | Asistencia: 12.500 espectadores Árbitro(s): Juan Soto |
| Caracas FC consigue su 10mo título de la Primera División de Venezuela. |                  |             | |                                                       |                                                       |

| 1 | Juego de Ida | 1 |
|   |              |   |

| CARACAS F.C.:     |                   |     |     |
|                   | Vega (P)          |     |     |
|                   | Bastardo (sub-20) |     |     |
|                   | Barone            | 46' |     |
|                   | Rey               | 49' |     |
|                   | Cichero           |     |     |
|                   | Jiménez           | 38' | 53' |
|                   | Lucena            |     |     |
|                   | Figueroa          |     | 55' |
|                   | Gómez             | 41' |     |
|                   | Rentería          |     | 72' |
|                   | Castellín         |     |     |
| Suplentes:        |                   |     |     |
|                   | Escobar           |     | 53' |
|                   | Guerra            |     | 55' |
|                   | Prieto            |     | 72' |
| Director Técnico: |                   |     |     |
| Noel Sanvicente   |                   |     |     |

| DEPORTIVO ITALIA: |                   |     |     |
|                   | Liebeskind (P)    |     |     |
|                   | Andreutti         |     | 53' |
|                   | Sánchez           | 81' |     |
|                   | Maidana           |     |     |
|                   | Díez              |     |     |
|                   | Morales           | 33' |     |
|                   | Guerrero (sub-20) |     | 53' |
|                   | Suanno            |     | 72' |
|                   | Martínez          |     |     |
|                   | Cásseres          |     |     |
|                   | Blanco            |     |     |
| Suplentes:        |                   |     |     |
|                   | Camacho (sub-20)  |     | 53' |
|                   | Pol               | 71' | 53' |
|                   | Lobo              |     | 72' |
| Director Técnico: |                   |     |     |
| Eduardo Saragó    |                   |     |     |

| CARACAS F.C.:     |                   |     |     |
|                   | Vega (P)          |     |     |
|                   | Bastardo (sub-20) |     |     |
|                   | Barone            | 46' |     |
|                   | Rey               | 49' |     |
|                   | Cichero           |     |     |
|                   | Jiménez           | 38' | 53' |
|                   | Lucena            |     |     |
|                   | Figueroa          |     | 55' |
|                   | Gómez             | 41' |     |
|                   | Rentería          |     | 72' |
|                   | Castellín         |     |     |
| Suplentes:        |                   |     |     |
|                   | Escobar           |     | 53' |
|                   | Guerra            |     | 55' |
|                   | Prieto            |     | 72' |
| Director Técnico: |                   |     |     |
| Noel Sanvicente   |                   |     |     |

| DEPORTIVO ITALIA: |                   |     |     |
|                   | Liebeskind (P)    |     |     |
|                   | Andreutti         |     | 53' |
|                   | Sánchez           | 81' |     |
|                   | Maidana           |     |     |
|                   | Díez              |     |     |
|                   | Morales           | 33' |     |
|                   | Guerrero (sub-20) |     | 53' |
|                   | Suanno            |     | 72' |
|                   | Martínez          |     |     |
|                   | Cásseres          |     |     |
|                   | Blanco            |     |     |
| Suplentes:        |                   |     |     |
|                   | Camacho (sub-20)  |     | 53' |
|                   | Pol               | 71' | 53' |
|                   | Lobo              |     | 72' |
| Director Técnico: |                   |     |     |
| Eduardo Saragó    |                   |     |     |

| 0 | Juego de Vuelta | 5 |
|   |                 |   |

| DEPORTIVO ITALIA: |                   |  |     |
|                   | Liebeskind (P)    |  |     |
|                   | Andreutti         |  | 37' |
|                   | Sánchez           |  |     |
|                   | Maidana           |  |     |
|                   | Diez              |  |     |
|                   | Morales           |  |     |
|                   | Guerrero (sub-20) |  |     |
|                   | Suanno            |  | 59' |
|                   | Martínez          |  |     |
|                   | Cásseres          |  |     |
|                   | Conocchiari       |  | 65' |
| Suplentes:        |                   |  |     |
|                   | Blanco            |  | 37' |
|                   | Pol               |  | 59' |
|                   | Lobo              |  | 65' |
| Director Técnico: |                   |  |     |
| Eduardo Saragó    |                   |  |     |

| CARACAS FC:       |                   |  |     |
|                   | Vega (P)          |  |     |
|                   | Bastardo (sub-20) |  |     |
|                   | Barone            |  |     |
|                   | Rey               |  |     |
|                   | Cichero           |  |     |
|                   | Lucena            |  |     |
|                   | Vera              |  |     |
|                   | Guerra            |  | 81' |
|                   | Escobar           |  | 75' |
|                   | Valoyes           |  |     |
|                   | Castellín         |  | 79' |
| Suplentes:        |                   |  |     |
|                   | Figueroa          |  | 75' |
|                   | Uribe (sub-20)    |  | 79' |
|                   | Gómez             |  | 81' |
| Director Técnico: |                   |  |     |
| Noel Sanvicente   |                   |  |     |

| DEPORTIVO ITALIA: |                   |  |     |
|                   | Liebeskind (P)    |  |     |
|                   | Andreutti         |  | 37' |
|                   | Sánchez           |  |     |
|                   | Maidana           |  |     |
|                   | Diez              |  |     |
|                   | Morales           |  |     |
|                   | Guerrero (sub-20) |  |     |
|                   | Suanno            |  | 59' |
|                   | Martínez          |  |     |
|                   | Cásseres          |  |     |
|                   | Conocchiari       |  | 65' |
| Suplentes:        |                   |  |     |
|                   | Blanco            |  | 37' |
|                   | Pol               |  | 59' |
|                   | Lobo              |  | 65' |
| Director Técnico: |                   |  |     |
| Eduardo Saragó    |                   |  |     |

| CARACAS FC:       |                   |  |     |
|                   | Vega (P)          |  |     |
|                   | Bastardo (sub-20) |  |     |
|                   | Barone            |  |     |
|                   | Rey               |  |     |
|                   | Cichero           |  |     |
|                   | Lucena            |  |     |
|                   | Vera              |  |     |
|                   | Guerra            |  | 81' |
|                   | Escobar           |  | 75' |
|                   | Valoyes           |  |     |
|                   | Castellín         |  | 79' |
| Suplentes:        |                   |  |     |
|                   | Figueroa          |  | 75' |
|                   | Uribe (sub-20)    |  | 79' |
|                   | Gómez             |  | 81' |
| Director Técnico: |                   |  |     |
| Noel Sanvicente   |                   |  |     |

Caracas FC

Campeón
10.º título

## Acumulada

### Clasificación
| Pos | Equipo                    | Pts | JJ | JG | JE | JP | GF | GC | Dif | Competición                |
| --- | ------------------------- | --- | -- | -- | -- | -- | -- | -- | --- | -------------------------- |
| 1   | Caracas FC                | 67  | 34 | 20 | 7  | 7  | 61 | 35 | 26  | Copa Libertadores 2010     |
| 2   | Deportivo Táchira FC      | 64  | 34 | 17 | 13 | 4  | 64 | 33 | 31  | Pre Copa Libertadores 2010 |
| 3   | Zamora FC                 | 58  | 34 | 16 | 10 | 8  | 51 | 36 | 15  | Copa Sudamericana 2009     |
| 4   | Deportivo Italia          | 56  | 34 | 14 | 14 | 6  | 44 | 30 | 14  | Copa Libertadores 2010     |
| 5   | Zulia FC                  | 53  | 34 | 15 | 8  | 11 | 51 | 42 | 9   |                            |
| 6   | Llaneros de Guanare FC    | 52  | 34 | 14 | 10 | 10 | 37 | 35 | 2   |                            |
| 7   | Estudiantes de Mérida FC  | 52  | 34 | 16 | 4  | 14 | 49 | 47 | 2   |                            |
| 8   | Monagas SC                | 50  | 34 | 13 | 11 | 10 | 42 | 37 | 5   |                            |
| 9   | Deportivo Anzoátegui SC * | 47  | 34 | 12 | 11 | 11 | 44 | 35 | 9   | Copa Sudamericana 2009     |
| 10  | Mineros de Guayana        | 45  | 34 | 13 | 6  | 15 | 36 | 43 | -7  |                            |
| 11  | AC Minervén Bolivar**     | 41  | 34 | 11 | 8  | 15 | 41 | 51 | -10 | Descenso                   |
| 12  | Guaros FC                 | 40  | 34 | 10 | 10 | 14 | 32 | 43 | -11 |                            |
| 13  | Aragua FC                 | 38  | 34 | 9  | 11 | 14 | 37 | 43 | -6  |                            |
| 14  | Atlético El Vigía FC      | 37  | 34 | 8  | 13 | 13 | 39 | 46 | -7  |                            |
| 15  | UA Maracaibo**            | 35  | 34 | 10 | 5  | 19 | 39 | 51 | -12 | Descenso                   |
| 16  | Carabobo FC               | 34  | 34 | 8  | 10 | 16 | 36 | 55 | -19 |                            |
| 17  | Estrella Roja FC          | 32  | 34 | 7  | 11 | 16 | 32 | 49 | -17 | Descenso                   |
| 18  | Portuguesa FC             | 32  | 34 | 8  | 8  | 18 | 33 | 57 | -24 | Descenso                   |

* El Deportivo Anzoátegui se encuentra clasificado a la Copa Sudamericana 2009 al haberse coronado campeón de la Copa Venezuela 2008
**El AC Minervén desciende a la segunda división por haber incumplido compromisos en sus filiales divisiones sub-17 y sub-20
**El UA Maracaibo Desaparece del Primera división por problemas Económicos
Leyenda: PTS (Puntos), JJ (Juegos jugados), JG (Juegos Ganados), JE (Juegos Empatados), JG (Juegos Perdidos), GF (Goles a Favor), GC (Goles en Contra), DG (Diferencia de Goles).
|  | |
|  | Clasifica para la Copa Libertadores 2010 por haber salido campeón del Torneo Apertura 2008 #4 y en el Torneo Clausura 2009 #1. |
|  | Clasifica para la Pre Copa Libertadores 2010 Mejor puntaje de Temporada 2008/09 #2                                             |
|  | Clasifica para la Copa Sudamericana 2009 Por haber Salido Campeón de Copa Venezuela de Fútbol 2008 #9                          |
|  | Clasifica para la Pre Copa Sudamericana 2009 Mejor puntaje de Temporada 2008/09 #3                                             |
|  | Desciende a la Segunda División                                                                                                |

## Equipos que Asciende a la Primera división
| Nombre           | Estado   | Estadio            | Capacidad |
| ---------------- | -------- | ------------------ | --------- |
| Centro Ítalo FC  | Caracas  | Brígido Iriarte    | 15.000    |
| Real Esppor Club | Caracas  | Brígido Iriarte    | 15.000    |
| Yaracuyanos FC   | Yaracuy  | Florentino Oropeza | 10.000    |
| Trujillanos FC   | Trujillo | José Alberto Pérez | 14.000    |

### Top Máximos Goleadores
| Jugador | Jugador              | Jugador           | Goles | Equipo                                       |
| ------- | -------------------- | ----------------- | ----- | -------------------------------------------- |
| 1       | Bandera de Venezuela | Heatklif Castillo | 17    | Aragua FC                                    |
|         | Bandera de Venezuela | Daniel Arismendi  | 17    | UA Maracaibo (11) y Deportivo Táchira FC (6) |
| 3       | Bandera de Venezuela | Armando Maita     | 15    | Monagas SC                                   |
|         | Bandera de Venezuela | Juan García       | 15    | Zamora FC                                    |
| 5       | Bandera de Venezuela | Alexander Rondón  | 14    | Deportivo Anzoátegui                         |
|         | Bandera de Colombia  | Andrés Buelvas    | 14    | Atlético El Vigía FC                         |

### Reconocimientos
| Reconocimiento           |                     |
| ------------------------ | ------------------- |
| Jugador más destacado    | José Manuel Rey     |
| Entrenador más destacado | Noel Sanvicente     |
| Mejor Portero            | Alan Liebeskind     |
| Mejor Juvenil            | Angelo Peña         |
| Mejor Árbitro            | Marlon Escalante    |
| Fair Play                | Caracas Fútbol Club |

### Resultados
Resultados "oficiales" del Torneo Apertura (A) y el Torneo Clausura (C) de la Primera División Venezolana de Fútbol 2008/09. Las filas corresponden a los juegos de local mientras que las columnas corresponden a los juegos de visitante de cada uno de los equipos. Los resultados en color azul corresponden a victoria del equipo local, rojo a victoria visitante y amarillo a empate.
| 2008/09 Actualizado: 1 de marzo de 2009 | CCS     | TAC     | ANZ     | UAM     | GUA     | ITA     | ZAM     | POR     | LLA     | ARA     | MIN     | MON     | CBO     | VIG     | EST     | ROJ     | ZUL     | ACM     |
| Caracas FC                              |         | 0-0 (A) | 3-1 (C) | 3-0 (C) | 1-1 (A) | 0-2 (A) | 2-0 (A) | 2-1 (C) | 2-0 (C) | 2-1 (A) | 0-0 (C) | 0-2 (A) | 3-1 (C) | 2-1 (C) | 3-0 (A) | 3-2 (C) | 0-2 (A) | 3-1 (C) |
| Deportivo Táchira FC                    | 0-0 (C) |         | 3-2 (C) | 0-1 (A) | 2-0 (C) | 1-0 (C) | 1-1 (C) | 9-2 (A) | 1-1 (A) | 2-1 (C) | 0-1 (A) | 1-0 (C) | 2-0 (C) | 1-1 (A) | 3-3 (C) | 3-2 (A) | 5-2 (A) | 4-0 (A) |
| Deportivo Anzoátegui                    | 3-1 (A) | 2-4 (A) |         | 2-0 (C) | 3-1 (A) | 4-0 (A) | 2-1 (A) | 4-0 (C) | 0-0 (C) | 1-1 (A) | 0-2 (C) | 0-0 (A) | 1-0 (A) | 1-1 (C) | 2-0 (A) | 5-1 (C) | 1-0 (C) | 0-0 (C) |
| UA Maracaibo                            | 2-1 (A) | 0-1 (C) | 1-2 (A) |         | 2-1 (A) | 2-2 (C) | 0-1 (A) | 1-2 (C) | 0-1 (A) | 2-3 (A) | 0-1 (C) | 3-2 (A) | 2-1 (A) | 2-1 (C) | 1-1 (C) | 1-2 (C) | 1-2 (C) | 3-0 (A) |
| Guaros FC                               | 1-4 (C) | 2-2 (A) | 2-1 (C) | 1-0 (C) |         | 0-0 (A) | 0-1 (C) | 1-0 (A) | 1-0 (C) | 1-1 (C) | 1-1 (A) | 3-2 (C) | 3-1 (C) | 1-1 (A) | 1-3 (A) | 3-3 (A) | 0-1 (A) | 2-1 (C) |
| Deportivo Italia                        | 0-0 (C) | 1-0 (A) | 1-1 (C) | 1-0 (A) | 1-2 (C) |         | 1-1 (C) | 1-1 (A) | 1-0 (A) | 1-1 (C) | 2-0 (A) | 2-0 (C) | 2-0 (C) | 2-0 (A) | 1-0 (A) | 1-1 (A) | 2-2 (A) | 2-2 (C) |
| Zamora FC                               | 1-3 (C) | 0-1 (A) | 0-0 (C) | 3-2 (C) | 2-0 (A) | 0-1 (A) |         | 5-3 (C) | 0-0 (C) | 1-2 (A) | 3-0 (A) | 2-2 (A) | 3-0 (C) | 3-1 (C) | 2-0 (A) | 2-0 (A) | 2-0 (A) | 2-2 (C) |
| Portuguesa FC                           | 0-3 (A) | 1-1 (C) | 1-0 (A) | 1-1 (A) | 0-0 (C) | 1-0 (C) | 1-2 (A) |         | 0-1 (A) | 2-1 (A) | 1-1 (C) | 1-2 (A) | 1-0 (A) | 1-1 (C) | 1-0 (C) | 2-0 (C) | 3-0 (C) | 0-2 (A) |
| Llaneros de Guanare FC                  | 1-4 (A) | 2-3 (C) | 0-1 (A) | 3-1 (C) | 0-0 (A) | 1-1 (C) | 0-1 (A) | 2-1 (C) |         | 2-0 (A) | 1-0 (C) | 1-0 (A) | 1-1 (A) | 1-1 (C) | 3-2 (C) | 1-0 (C) | 1-1 (C) | 2-1 (A) |
| Aragua FC                               | 1-2 (C) | 0-0 (A) | 1-1 (C) | 2-2 (C) | 1-0 (A) | 0-2 (A) | 0-0 (C) | 1-0 (C) | 1-2 (C) |         | 2-0 (A) | 2-3 (A) | 1-1 (C) | 2-0 (C) | 4-1 (A) | 1-0 (A) | 1-1 (A) | 0-0 (C) |
| Mineros de Guayana                      | 1-2 (A) | 1-5 (C) | 1-1 (A) | 3-1 (A) | 0-1 (C) | 2-1 (C) | 2-3 (C) | 2-1 (A) | 1-1 (A) | 3-1 (C) |         | 1-0 (C) | 3-0 (A) | 1-0 (A) | 2-2 (C) | 0-1 (C) | 1-0 (C) | 2-1 (A) |
| Monagas SC                              | 1-1 (C) | 1-1 (A) | 2-0 (C) | 0-1 (C) | 2-1 (A) | 0-0 (A) | 3-2 (C) | 0-0 (C) | 2-1 (C) | 0-0 (C) | 1-0 (A) |         | 3-3 (C) | 1-0 (A) | 1-0 (A) | 2-0 (A) | 2-0 (A) | 1-1 (C) |
| Carabobo FC                             | 2-4 (A) | 1-1 (A) | 2-1 (C) | 0-3 (C) | 1-0 (A) | 2-2 (A) | 1-1 (A) | 1-0 (C) | 1-1 (C) | 1-3 (A) | 1-0 (C) | 2-1 (A) |         | 1-1 (C) | 3-1 (A) | 1-2 (C) | 1-0 (A) | 1-2 (C) |
| Atlético El Vigía FC                    | 2-2 (A) | 1-0 (C) | 1-0 (A) | 2-2 (A) | 2-0 (C) | 2-2 (C) | 2-2 (A) | 2-0 (A) | 3-1 (A) | 1-0 (A) | 0-1 (C) | 2-3 (C) | 0-2 (A) |         | 0-1 (C) | 2-1 (C) | 1-3 (C) | 2-2 (A) |
| Estudiantes de Mérida                   | 2-1 (C) | 1-3 (A) | 2-1 (C) | 3-1 (A) | 0-1 (C) | 1-0 (C) | 1-3 (C) | 4-1 (A) | 0-1 (A) | 2-0 (C) | 3-0 (A) | 1-0 (C) | 2-1 (C) | 2-1 (A) |         | 1-0 (A) | 2-2 (A) | 3-0 (C) |
| Estrella Roja                           | 0-2 (A) | 1-1 (C) | 0-0 (A) | 1-0 (A) | 1-1 (C) | 1-4 (C) | 0-0 (C) | 2-2 (A) | 1-2 (A) | 1-0 (C) | 2-1 (A) | 1-1 (C) | 1-1 (A) | 1-1 (A) | 1-2 (C) |         | 2-0 (C) | 1-0 (A) |
| Zulia FC                                | 2-0 (C) | 2-2 (C) | 2-0 (A) | 2-1 (A) | 1-0 (C) | 1-1 (C) | 1-2 (C) | 3-1 (A) | 3-0 (A) | 4-2 (C) | 3-1 (A) | 0-1 (C) | 2-2 (C) | 1-2 (A) | 1-1 (C) | 1-0 (A) |         | 2-1 (A) |
| AC Minervén                             | 1-2 (A) | 0-1 (C) | 1-1 (A) | 0-1 (C) | 2-0 (A) | 1-3 (A) | 3-0 (A) | 2-1 (C) | 0-3 (C) | 2-0 (A) | 2-1 (C) | 3-1 (A) | 2-0 (A) | 1-1 (C) | 2-1 (A) | 2-1 (C) | 1-4 (C) |         |
|                                         | CCS     | TAC     | ANZ     | UAM     | GUA     | ITA     | ZAM     | POR     | LLA     | ARA     | MIN     | MON     | CBO     | VIG     | EST     | ROJ     | ZUL     | ACM     |